# Toisusu cardiophylla
Toisusu cardiophylla là một loài thực vật có hoa trong họ Liễu. Loài này được (Trautvetter & Meyer) Kimura miêu tả khoa học đầu tiên năm 1928.